# 천문령 전투
천문령 전투(天門嶺戰鬪)는 698년, 고왕 대조영(大祚榮)과 당(唐) 왕조 하의 거란족(契丹) 출신  옥검위대장군(玉鈐衛大將軍) 이해고(李楷固) 간에 벌어진 전투이다.

## 개요
신라(新羅)와 당의 연합군 (나당 연합군) 에 의해 고구려 (高句麗)가 멸망한 후, 대조영은 부친 걸걸중상(乞乞仲象)을 따라 당의 영주(營州)로 들어갔다. 696년 5월, 거란의 이진충 (李盡忠)과 손만영 (孫萬榮)이 당 왕조에 반란을 일으켜 혼란이 일어난 틈을 타, 걸걸중상과 말갈 (靺鞨) 추장 걸사비우 (乞四比羽)는 봉기하려는 준비를 했고, 측천무후 (則天武后)의 유화 정책에도 불구하고 고구려가 지난 날 통치했던 영토의 동쪽에 세력을 일으켰다.
당나라가 이해고를 옥검위대장군(玉鈐衛大將軍)임명하여 20만 대군을 출병시켜 전투가 벌어졌고, 걸사비우와 대걸걸중상은 이때 전사하였다. 대조영은 말갈족과 고구려 출신의 인물들로 구성된 걸사비우와 걸걸중상의 세력을 규합하여 당군에 대항하였다.  이해고는 천문령 전투에서 대조영 부대를 추격해오다 영주도(營州道)의 길목에서 매복해있던 대조영에게 군사들을 거의 잃고 패배하였다대조영은 결국 천문령에서 당나라 대군을 완전 격파하였고 발해를 건국할 기반을 닦게 되었다. 698년, 대조영은 오늘날 지린성 (吉林城)에 있는 동모산 아래에서 진을 세웠다.

## 천문령의 위치
천문령(天門嶺)의 현재 위치는 알려져 있지 않다. 청나라 건륭제 때 편찬한 《만주원류고》에는 천문령이 승덕현(承德縣) 서쪽 경계 지점에 있었던 것으로 추정하고 있다. 발해사를 연구하는 한규철 경성대 사학과 교수는 1994년 11월 천문령으로 추측되는 지역을 직접 답사한 후, 천문령이 오늘날 중국 요하 동쪽의 훈허(渾河)와 휘파허(輝發河)의 분수령인 길림합달령(吉林哈達嶺)에 해당하는 것으로 보고 있다. 이곳은 후일 발해에서 거란으로 가는 영주도(營州道)의 길목이었다.
혹은 산서성 삭주시로 비정하기도 한다. 구당서와 신당서의 안록산 열전에서는 황수(산서성 삭주시 산음현의 황수하), 천문령에서 전투를 벌였으나 대패했다는 기록이 남아 있다.